# Nahverkehr in Minden
Der Nahverkehr in Minden besteht aus einem Stadtbussystem mit zum Teil integrierten Regionallinien. Bustreffpunkt ist der Zentrale Omnibusbahnhof Minden im südlichen Zentrum der Stadt Minden am linken Weserufer. Der Bahnhof Minden (Westfalen) befindet sich in einer leichten Abseitslage rechts der Weser. Minden ist Endpunkt der S-Bahn Hannover und des Regionalnetzes NRW mit halbstündlichem RE-Takt nach Bielefeld. Außerdem verkehren IC-Züge, RE-Züge in Richtung Braunschweig und Osnabrück sowie Regionalbahnen nach Nienburg/Weser (mit Anschluss Richtung Bremen/Hamburg).

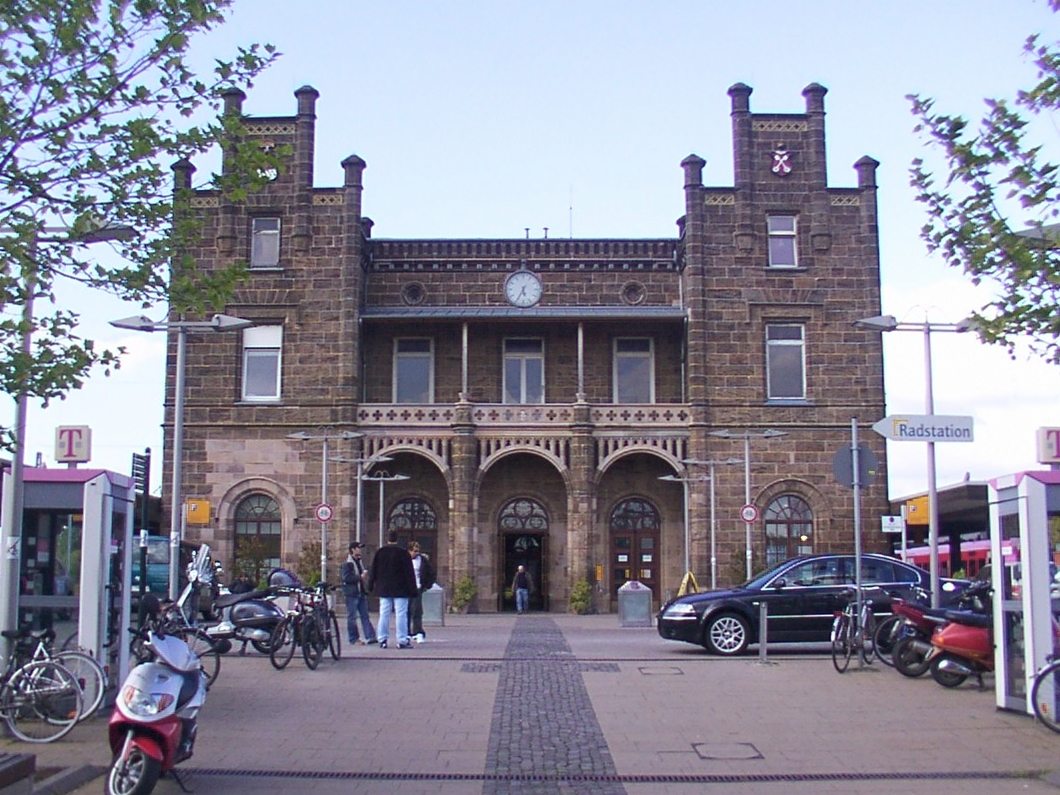
Bahnhof Minden (Westf)

## Geschichte
Bereits 1892 bestand eine Pferdeomnibuslinie vom Bahnhof zur Innenstadt. Ab 1893 verkehrten Dampfstraßenbahnen bis Porta in Barkhausen. Ende der 1920er Jahre bedienten vier Straßenbahnlinien das Stadtgebiet und die Mindener Kreisbahnen fuhren in die umliegenden Gemeinden. Ab 1953 erfolgte ein Versuch mit Oberleitungsbussen auf der Überlandstrecke nach Vlotho. Gedacht war daran, die Straßenbahn durch ein O-Bus-Netz zu ersetzen. Die O-Busse fuhren auf der rechten Weserseite bis/ab Holzhausen (heute Stadtteil von Porta Westfalica). Anschluss an die Straßenbahn in Porta bestand durch eine Weserquerung an der Porta Westfalica – der erste tatsächliche Schritt für den Ersatz der Bahn auf der linken Weserseite. Betreiber war das Elektrizitätswerk Minden-Ravensberg. Zwischen 1956 und 1959 wurden alle Straßenbahnlinien eingestellt, als Ersatz dienten allerdings Dieselbusse. Man hatte sich wegen mangelnder Flexibilität und höherer Kosten für den Verkehrsbetrieb schnell wieder vom O-Bus verabschiedet; der O-Bus-Betrieb bestand noch bis 1965, die Kreisbahn fuhr bis 1974. Einziges Verkehrsmittel in Stadt- und Region neben der Eisenbahn war nun der Kraftomnibus.
Ab Ende der 1950er Jahre erfolgte auch eine Umgestaltung des Busnetzes; die engen Straßenzüge der Innenstadt, die Bäckerstraße und der Scharn, sowie der Marktplatz wurden zur Fußgängerzone und sollten umfahren werden. Ein erster zentraler Busbahnhof (damals gab es die Bezeichnung ZOB hier noch nicht) entstand 1956 am Domeck neben dem alten Rathaus. Der Nahverkehrsknotenpunkt war damit noch immer zentral in der Innenstadt gelegen und der Markt mit bisher mehreren Straßenbahn- und Bushaltestellen konnte Fußgängerzone werden. In den 1970er Jahren wurde auf dem Platz dieses alten ZOBs das neue Rathaus gebaut, die Haltestellen mussten in den südlich angrenzenden Teil der Innenstadt verlegt werden. Es entstand der Mindener ZOB am heutigen Platz, etwas am Rand der Altstadt.
Ab ZOB gab es neben einzelnen Stadtlinien ein gut ausgebautes Überlandbusnetz mit Linien in alle umliegenden Städte (z. B. Espelkamp, Rinteln, Uchte, Vlotho, Bad Nenndorf). Die Regionallinien in das nähere Umland (Petershagen, Porta Westfalica, Hille, Bad Oeynhausen) verkehrten in einem dichten Takt. Der Bahnhof war durch einen 20- bzw. 30-Minuten-Takt angebunden. In den 1990er Jahren verkehrten im Stadtgebiet Durchmesserlinien, die wichtigsten waren:
4270 Am Grundbach – Königstraße – ZOB – Stiftstraße – Kuhlenkamp
4420 Rodenbeck – Königswall – ZOB – Bahnhof – Meißen / – Dombrede
4540 Dützen / Häverstädt – Hohenstaufenring – ZOB – Marienglacis – Bärenkämpen
456 / 4610 Denkmalstraße / Bierpolschule – Marienstraße – ZOB – Portastraße – Barkhausen – Porta Westfalica / – Bad Oeynhausen
4590 Sandtrift – Paulinenstraße – Grimpenwall – ZOB – Kaiserstraße – Bahnhof/Friedrich-Wilhelm-Str. – Leteln
Am 1. August 1994 starteten die Verkehrsbetriebe Minden-Ravensberg einen Versuch, ein völlig neues, übersichtlicheres Liniennetz für Region und Stadt einzuführen. Dieses erwies sich jedoch schnell als kaum befahrbar und führte insbesondere in Minden auf Grund von Fehlplanungen zu einem Chaos und erheblichen Bürgerprotesten. Am 6. Februar 1995 wurden die Änderungen komplett zurückgenommen. Es entstand ein erheblicher Imageverlust für das Verkehrsunternehmen. Seit Mai 2000 gehört Minden dem Tarifverbund „Der Sechser“ (OWL Verkehr GmbH) an. Fahrgäste aus dem niedersächsischen Umland müssen jedoch bis heute auf Verbundleistungen verzichten. Der 1995 gegründete Verkehrsverbund OstWestfalenLippe organisiert als Zweckverband nur den regionalen Schienenverkehr. Im Zuge der Umgestaltung des Bahnhofsvorplatzes wurde ein neuer Busbahnhof an der stadtfernen gegenüberliegenden Bahnhofsseite errichtet.
Durch eine Kooperation von drei Verkehrsträgern (Integration von Stadt- und Regionalbuslinien) konnte das Angebot im Jahr 2000 erheblich verbessert und die Taktzeiten verkürzt werden. Die Anbindung der Linie 509 (Dankersen – Minden ZOB) an die Stadtlinie 442 ermöglichte beispielsweise einen erheblich dichteren Takt zwischen Bahnhof und Rodenbeck. Ein hohes Defizit der von 2002 bis 2007 zur üstra Hannoversche Verkehrsbetriebe gehörenden Verkehrsbetriebe Minden-Ravensberg und auch der Stadt Minden führte zu Überlegungen, das Busnetz neu zu gestalten. Vorbild wurde schließlich das im November 2003 in Herford neu eingeführte moderne Stadtbussystem.
Völlig überraschend erfolgte am 10. Juli 2005 – in den verkehrsschwachen Sommermonaten – eine Netzoptimierung und -straffung des bisher sehr gut ausgebauten Stadtbusnetzes (kompletter Linienumbau, Einführung des „Stadtbus Minden“). Taktzeiten wurden verlängert und der ZOB zum Endpunkt aller Linien gemacht, die bisherigen Durchmesserlinien enden seitdem dort. Durchgehende Busverbindungen vom Bahnhof zum Königswall, Gericht und zur Gesamtschule gibt es planmäßig nicht mehr. Als Folge der Linienbrechungen ist der Kurzstreckentarif (bis zu vier Haltestellen ohne Umsteigeberechtigung) nur noch begrenzt gültig; Kurzfahrten im Innenstadtbereich oder ab Bahnhof zum Königswall wurden unattraktiv. Die Stadtbusse erhielten anstelle der bisher unübersichtlichen dreistelligen Liniennummern die Bezeichnungen 1 bis 13. Wegen des Rendezvous-Konzeptes verkehren alle 30 Minuten bis zu vier Busse gleichzeitig zum Bahnhof. Bestehende Kooperationen zwischen VMR und Busverkehr Ostwestfalen GmbH (BVO) bzw. Mindener Kreisbahnen (MKB) wurden weitgehend aufgegeben. In einigen Außenbereichen (Dützen, Haddenhausen) erfolgt die Bedienung mit Sonderformen (Anrufbusse).
Anfang Mai 2009 wurden vier Nachtbuslinien zu einem Sondertarif eingeführt. Wegen geringer Nachfrage erfolgte bereits Ende Mai 2010 die Aufhebung dieses Angebotes.

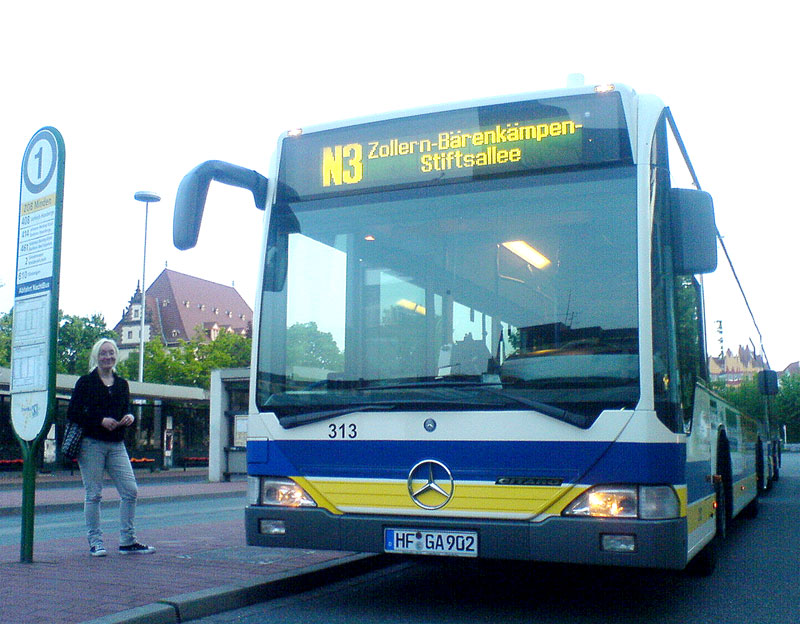
Erster Nachtbus der Linie N3 am 2. Mai 2009 in Minden

Die vier Mindener Nachtbuslinien waren vom 2. Mai 2009 bis Ende Mai 2010 auf diesen Strecken unterwegs: 
N10 ZOB – Bahnhof – Dombrede – Dankersen – Meißen – Bahnhof – ZOB
N20 ZOB – Nordfriedhof – Leteln – ZOB
N30 ZOB – Zollern – Mittelweg – Bärenkämpen (Sandtrift) – Stiftsallee – ZOB
N40 ZOB – Zollern – Häverstädt – Dützen – Rodenbeck – ZOB
Mitte 2010 teilten die VMR mit, ihren Betrieb per 30. Juni 2011 einzustellen und das Unternehmen aufzulösen. Am 19. Januar 2011 musste die VMR GmbH Insolvenz anmelden. Das Linienbündel wurde durch die Minden-Herforder Verkehrsgesellschaft (mhv) neu ausgeschrieben. Vom 12. Juni 2011 bis zum 30. November 2019 betrieb die BVO Busverkehr Ostwestfalen GmbH („DB Ostwestfalen-Lippe Bus“), ein Tochterunternehmen der Deutschen Bahn AG, das Linienbündel und leistete somit einen großen Teil des öffentlichen Personen-Nahverkehrs in Minden. Es wurden 23 neuere Niederflurbusse vom Typ MAN Lion’s City und knapp 60 Busse von Subunternehmern eingesetzt.
Im Dezember 2018 wurde das Linienbündel C „Minden und Umgebung“ europaweit neu ausgeschrieben. Dieses gewann die Transdev Ostwestfalen GmbH mit ihrer Marke „Teutoburger Wald Verkehr“ für sich. Seit dem 1. Dezember 2019 bedient die Transdev Ostwestfalen GmbH nun das Linienbündel und leistet damit einen großen Teil des öffentlichen Personen-Nahverkehrs in Minden. Zum Einsatz kommen 21 Solobusse und vier Gelenkbusse des Typ Mercedes-Benz Citaro 2 (14 davon mit Mild-Hybrid-Antrieb), sowie drei Solobusse des Typs Iveco Crossway LE. Darüber hinaus kommen auch viele Fahrzeuge von Subunternehmen zum Einsatz.

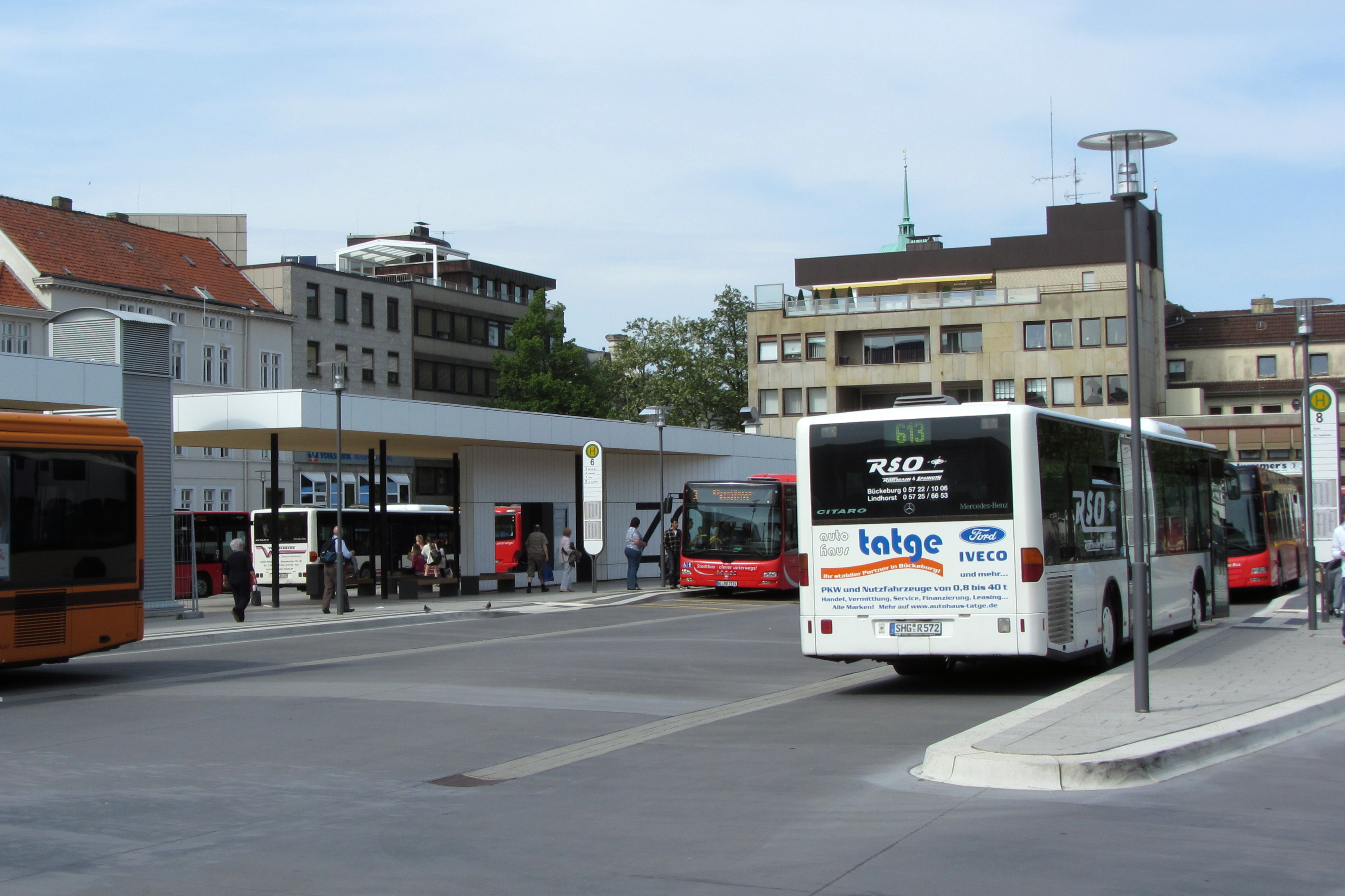
Der neue ZOB Minden am Rande der Altstadt (2012)

Als Ersatz für den wegen Bau einer Tiefgarage abgerissenen Busbahnhofs wurde Anfang Januar 2012 eine neue Bushaltestellenanlage Minden ZOB eröffnet. Wegen der vielen gleichzeitig die Haltestellenanlage anfahrenden Busse (System „direkte Anschlüsse in alle Richtungen“) kommt es zu kritischen Platzsituationen. Es gibt daher Diskussionen und Kritik in der Öffentlichkeit über die planerische Gestaltung der neuen Anlage.

## Stadtbus Minden
Die städtischen Buslinien zeichnen sich durch eine übersichtliche Linienführung und einen leicht merkbaren Takt (30-/60-Minuten-Takt) aus. Am Wochenende verkehren alle Stadtbuslinien in einem 60-Minuten-Takt, die Ringbus-Linien und die Linie 16 verkehren am Wochenende hingegen nicht. Montags bis samstags fahren die letzten Busse um 20:15 Uhr vom ZOB Minden ab, sonntags hingegen schon um 19:15 Uhr.
Der Stadtbus Minden wird seit dem 1. Dezember 2019, mit Ausnahme der Linie 509, von der Transdev Ostwestfalen GmbH mit ihrer Marke „Teutoburger Wald Verkehr“ (TWV), im Auftrag der Mindener Verkehrs GmbH „MindenBus“ betrieben.
Buslinien in Minden, Stand Juli 2025
| Linie       | Linienverlauf                                                                                 | Betreiber                           |
| ----------- | --------------------------------------------------------------------------------------------- | ----------------------------------- |
| 1           | Minden ZOB – Bierpohl / Denkmalstraße                                                         | TWV                                 |
| 2           | Minden ZOB – Habsburgerring – Kuhlenkamp – Minderheide                                        | TWV                                 |
| 3           | Minden ZOB – Kampa-Halle – Bärenkämpen                                                        | TWV                                 |
| 4           | Minden ZOB – Rodenbeck                                                                        | TWV                                 |
| 5           | Minden ZOB – Südfriedhof – Häverstädt – Haddenhausen                                          | TWV                                 |
| 6           | Minden ZOB – Bahnhof – Dombrede                                                               | TWV                                 |
| 7           | Minden ZOB – Bahnhof/Friedrich-Wilhelm-Str. – Leteln                                          | TWV                                 |
| 10          | Minden ZOB – Bahnhof – Meißen                                                                 | TWV                                 |
| 11          | Mnden ZOB – Kuhlenkampschule (nur zu Schulzeiten)                                             | TWV                                 |
| 12          | Minden ZOB – Königstraße – Am Grundbach                                                       | TWV                                 |
| 13          | Minden ZOB – Dützen, Mühle (– Haddenhausen)                                                   | TWV                                 |
| 14          | Ringbus: Minden Bahnhof – ZOB – FH/Melitta – Werftstraße/Wago – Bahnhof                       | TWV                                 |
| 15          | Ringbus: Minden Bahnhof – Werftstraße/Wago – FH/Melitta – ZOB – Bahnhof                       | TWV                                 |
| 16          | Bahnhof – Minden ZOB – KBS/Kampa-Halle – Bärenkämpen – KBS/Kampa-Halle – Minden ZOB – Bahnhof | TWV                                 |
| 509         | Minden ZOB – Bahnhof – Dankersen                                                              | MKB-Mühlenkreisbus GmbH             |
| TaxiBus 10T | Minden ZOB – Meißen Burgweg                                                                   | Taxi-Unternehmen im Auftrag der TWV |

## Regionalverkehr
Die wichtigsten Linien im regionalen Busverkehr sind:
| Linie | Linienverlauf | Stadtverk.-Integration | Betreiber                              |
| ----- | --- | ---------------------- | -------------------------------------- |
| 408   | Minden ZOB – Kanzlers Weide – Porta Westfalica-Neesen – PW-Lerbeck – PW-Hausberge – PW-Holzhausen                                               | nein                   | MKB-MühlenkreisBus GmbH                |
| 414   | Minden ZOB – Johannes-Wesling-Klinikum – PW-Barkhausen – PW-Hausberge                                                                           | nein                   | TWV                                    |
| 461   | Minden ZOB – Johannes-Wesling-Klinikum – PW-Barkhausen – B.O.-Dehme – Bad Oeynhausen ZOB                                                        | nein                   | TWV                                    |
| 501   | Minden ZOB – MI-Todtenhausen – MI-Kutenhausen – Petershagen                                                                                     | nein                   | MKB-Mühlenkreisbus GmbH                |
| 510   | Minden ZOB – Minden Bahnhof – MI-Meißen – PW-Nammen – PW-Kleinenbremen                                                                          | Linie 10               | MKB-Mühlenkreisbus GmbH                |
| 512   | Minden ZOB – MI-Hahlen – Hille – Eickhorst, Dorfstraße – Lübbecke ZOB                                                                           | Linie 12               | MKB-Mühlenkreisbus GmbH                |
| 513   | Schnellbus: Minden ZOB – MI-Dützen – Hille-Rothenuffeln – Hille-Eickhorst – Lübbecke ZOB (weiter als Linie 626 nach Preußisch Oldendorf)        | Linie 13               | MKB-Mühlenkreisbus GmbH                |
| 600   | Minden ZOB – MI-Päpinghausen (– Bückeburg-Cammer) – Petershagen-Frille – Petershagen-Lahde – Petershagen-Windheim (– Petershagen, Wasserstraße) | Nein                   | TWV                                    |
| 605   | Minden Bahnhof – Minden ZOB – MI-Hahlen – Hille – Espelkamp – Rahden Bahnhof                                                                    | Linie 12               | MKB-Mühlenkreisbus GmbH                |
| 610   | Schnellbus: Minden ZOB (über Weserauentunnel) – PW-Hausberge – PW-Eisbergen                                                                     | nein                   | TWV                                    |
| 611   | Minden ZOB – MI-Stemmer – Petershagen-Friedewalde                                                                                               | Linie 11               | TWV                                    |
| 612   | Minden ZOB – MI-Minderheide – Hille-Nordhemmern                                                                                                 | Linie 11               | TWV                                    |
| 613   | Minden ZOB – MI-Dützen – MI-Haddenhausen – Hille-Rothenuffeln – B.O.-Bergkirchen – B.O.-Volmerdingsen – Bad Oeynhausen ZOB                      | Linie 5/13             | TWV                                    |
| 2004  | Minden ZOB – Minden Bahnhof – Bückeburg – Stadthagen (nicht im Tarifverbund)                                                                    | Linie 509              | Schaumburger Verkehrs-Gesellschaft mbH |

Es gibt in der Region zahlreiche Linien für den Schülerverkehr und besonders in Petershagen Bedienungsangebote durch Anruflinien.

## Nahverkehrstarife
Der Kreis Minden-Lübbecke gehört dem Tarifverbund Westfalentarif an. Im angrenzenden niedersächsischem Gebiet gibt es keinen Verkehrsverbund, daher verkehrt dort auch die S-Bahn zum regulären Nahverkehrstarif der Deutschen Bahn (→ Verkehrsgemeinschaft Landkreis Schaumburg). Das Niedersachsen-Ticket ist nur im Schienenverkehr gültig.